# College Swing
Pour plus de détails, voir Fiche technique et Distribution.
College Swing est un film américain en noir et blanc réalisé par Raoul Walsh, sorti en 1938.

## Synopsis
Une jeune femme, Gracie Alden, doit réussir à obtenir un diplôme universitaire si elle souhaite conserver dans sa famille l'université qu'avait fondé son illustre ancêtre.

## Fiche technique
- Titre original : College Swing
- Réalisation : Raoul Walsh
- Scénario : Walter DeLeon, Francis Martin, Preston Sturges (contribution)
- Direction artistique : Hans Dreier, Ernst Fegté
- Décors : A. E. Freudeman
- Costumes : Edith Head
- Photographie : Victor Milner
- Son : Harold Lewis, Howard Wilson
- Montage : LeRoy Stone
- Direction musicale : Boris Morros
- Chorégraphie : LeRoy Prinz
- Production : Lewis E. Gensler
- Société de production et de distribution : Paramount Pictures
- Pays de production :  États-Unis
- Langue originale : anglais
- Format : noir et blanc — 35 mm — 1,37:1 — son : mono (RCA Sound System)
- Genre : film musical et comédie
- Durée : 86 min
- Dates de sortie : 
  - États-Unis : 29 avril 1938
  - Belgique : 12 janvier 1945

## Distribution
- George Burns : George Jonas
- Gracie Allen : Gracie
- Martha Raye : Mabel Grady
- Bob Hope : Bud Brady
- Edward Everett Horton : Hubert Dash
- Florence George : Ginna Ashburn
- Ben Blue : Ben Volt
- Betty Grable : Betty
- Jackie Coogan : Jackie
- John Payne : Martin Bates
- Cecil Cunningham : Dean Sleet
- Robert Cummings : le présentateur radio

## Chansons du film
- How'ja Like to Love Me?, Moments Like This : paroles et musique de Burton Lane et Frank Loesser
- I Fall in Love with You Everyday, You're a Natural, The Old School Bell : paroles et musique de Frank Loesser et Manning Sherwin
- College Swing : paroles et musique de Frank Loesser et Hoagy Carmichael